# Antonio Amorós López
Antonio Amorós López (Cabdet, Albacete, 9 de gener de 1927 - Iecla, Múrcia, 3 d'agost de 2004) va ser un atleta català d'origen cabdetà, conegut com «El Llebrer de Cabdet» especialista en proves de llarga distància (3.000, 5.000 i 10.000 metres) i camp a través.
El seu cognom, molt freqüent a Cabdet, i el fet que passés la majoria de la seva carrera esportiva a Catalunya va fer creure a molta gent que era català. Antonio va ser la prolongació de la generació anterior de Gregorio Rojo i Constantino Miranda, tots ells homes pertanyents a una població espanyola acostumats al sofriment i les penúries per tant endurits i predisposats a les proves de llarga distància. Va aconseguir posseir tres plusmarques espanyoles simultànies, la de 3.000, 5.000 i 10.000 metres llisos sent el primer ciutadà espanyol a baixar de la barrera de la mitja hora en aquesta última.
Però era un home de camp i on es desenvolupava amb gran facilitat era en el cross, i sobretot en circuits enfangats dels quals gairebé ja no en queden. Prova d'això va ser la seva participació en l'edició de 1961 del Cross de les Nacions, celebrada a Nantes, quan ja era un veterà atleta de 34 anys: en un circuit completament enfangat va aconseguir un sorprenent segon lloc. Aquesta prova a partir de l'any 1973 es convertiria en el campionat del món oficial de camp a través.
Durant la major part de la seva carrera esportiva va vestir la samarreta del Real Club Esportiu Espanyol, club al qual va arribar procedent de la Secció d'Atletisme del Reial Madrid Club de Futbol. Anteriorment havia jugat per a la secció d'atletisme del València CF.

## Palmarès nacional
- Ex-plusmarquista espanyol de 3000, 5000 i 10000 metres llisos
- Campió d'Espanya de 5000 metres llisos: 1953, 1954, 1955, 1956
- Campió d'Espanya de 10000 metres llisos: 1953, 1954, 1955, 1956
- Campió d'Espanya de Camp a través (cros): 1954, 1955, 1957, 1958, 1961
- Subcampió d'Espanya de 10000 metres llisos: 1951, 1958.
- Campionat de Catalunya de cros: 1954, 1955, 1957, 1958, 1961[3]
- Campió de Catalunya de 5000 metres llisos: 1954, 1955, 1956[4]
- Campió de Catalunya de 10000 metres llisos: 1954, 1956, 1957[5]

## Palmarès internacional[6]
- 70 vegades internacional
- Subcampió del món de cross.
- 8è al Campionat d'Europa Estocolm 1958 en la prova de 10000 metres llisos.

## Palmarès
- A Cabdet hi ha un carrer amb el seu nom.
- El club d'atletisme de Cabdet es diu Club d'Atletisme Antonio Amorós, del qual va ser President honorífic.
- A Sta. Coloma de Gramenet (Cross Internacional Antonio Amorós) i a Cabdet s'organitzen carreres que porten el seu nom i a la primera el 2015 es va inaugurar el Camp d'Atletisme Antonio Amorós.[6]